# Gabriele Dell'Otto
Gabriele Dell'Otto (Roma, 20 de dezembro de 1973) é um desenhista italiano, mais conhecido por seus trabalhos na Marvel Comics.

## Carreira
Foi detectado por Marco Marcello Lupoi (diretor da Panini italiana).
Em 1998, ele começou a colaborar com a divisão europeia da Marvel Comics, produzindo capas, e pôsteres para Itália, França e Alemanha.[carece de fontes?]
Ganhou reconhecimento a partir de 'Guerra Secreta' (Marvel's Secret War), série de 5 volumes lançada entre 2004 e 2005, escrita por Brian Michael Bendis. Foi sua estréia no mercado norte-americano, pela Marvel. Em 'Guerra Secreta', ele ilustrou alguns dos ícones da 'Casa das Idéias', como Wolverine, Homem-Aranha, Demolidor, o Quarteto Fantástico, os X-Men e Capitão América. Em 2006, Na Mostra Trinacional da Nona Arte que aconteceu em São Vicente (SP), houve uma exposição da arte de Gabriele dell'Otto: a capa de The Marvel Art of Gabriele dell'Otto, livro de sketchs com 127 páginas coloridas, publicado pela editora italiana Panini (matriz da Panini no Brasil e em todo mundo) e que foi lançado em 27 de outubro de 2005.
Ele fez capas para a saga intitulada Aniquilação, baseada no heróis cósmicos da Marvel Comics. Ele também fez a capa e imagens promocionais da versão italiana do jogo de videogame da série Marvel Ultimate Alliance, da Activision.
Em janeiro de 2012, Dell'Otto ilustrou a imagem da lombada para os livros da Coleção Oficial de Graphic Novels da Marvel. Quando colocados juntos em ordem, as lombadas formam uma imagem da paisagem completa.
Em 2014, fez a pintura da arte da Original Graphic Novel da Marvel, 'Homem-Aranha: Negócios de Família'.